# Holocentropus consobrinus
Holocentropus consobrinus is een fossiele soort schietmot uit de familie Polycentropodidae.